# Hain, Greiz
Hain là một đô thị ở huyện Greiz, ở bang Thüringen, Đức. Đô thị này có diện tích 2,72 km², dân số thời điểm ngày 31 tháng 12 năm 2006 là 67 người.